# Огоновский, Емельян Михайлович
Емельян (Омельян) Огоновский (3 августа 1833, Григоров, Стрыйский уезд, Королевство Галиции и Лодомерии, Австрийская империя — 28 октября 1894, Лемберг, Австро-Венгрия) — писатель, общественный деятель, учёный-филолог, член-корреспондент краковской польской академии знаний (с 1881).

## Биография
Брат Александра Михайловича Огоновского, юриста и общественного деятеля. Окончил Бережанскую гимназию, а позже Львовский (1865) и Виленский (1870) университеты. Преподавал во Львовской гимназии. После Я. Головацкого занял место на кафедре русского языка и литературы во Львовском университете.
Первые литературные опыты Огоновского, например стихотворная повесть «Крест» (в «Зоре Галицкой» 1860 г.), написаны на тяжелой и деланной «русской мове», но затем язык Огоновского все более и более приближался к украинской речи, что согласовалось с его общим народническим украинофильским направлением. Огоновский высоко ценил народное слово и заботился о народном просвещении; деятельно участвовал в просветительском обществе «Просвита», в издании книг для школ и для народного чтения.
В Галиции Огоновский был известен как драматический писатель (две исторические драмы: «Федько Острожский» — не напечатана и «Гальшка Острожска» — в «Зоре» 1887 г. и отдельно). Как профессор «русской мовы», Огоновский немало содействовал ознакомлению галицко-русской интеллигенции со старыми и новыми произведениями украинской литературы; развивал в студентах наклонность к научному изучению фонетики и лексики украинского языка.

## Научная деятельность
В издании Польской академии знаний «Rozprawy Wydziału Filologicznego» в 1877 г. Огоновский опубликовал статью «O przyimkach w jezykach staroslovenskim, ruskim i polskim», в «Archiv fur zlav. Philol.», 1880 г. — «Einige Bemerkungen uber die Sprache der altpolnischen Sophienbibel».
В работе «Studien auf dem Gebiete der ruthenischen Sprache» (1880) он проводит мысль о самостоятельности рутенского языка и говорит об его трёх основных наречиях:
- галицкое с 3 поднаречиями,
- южнорусское с 4 поднаречиями,
- белорусское.

Затем идет исследование фонетики и словообразования, причем автор пользуется данными письменных и устно-народных памятников. Потебня признавал эту книгу весьма полезной; Франко считает её одним из лучших приобретений украинской филологической литературы.
В X томе «Rozpraw» (1888) Огоновский напечатал, в дополнение к «Studien», статью «O wazniejszych wlasciwosciach jezyka ruskiego», где говорит о гласном «i» и следах носовых звуков.

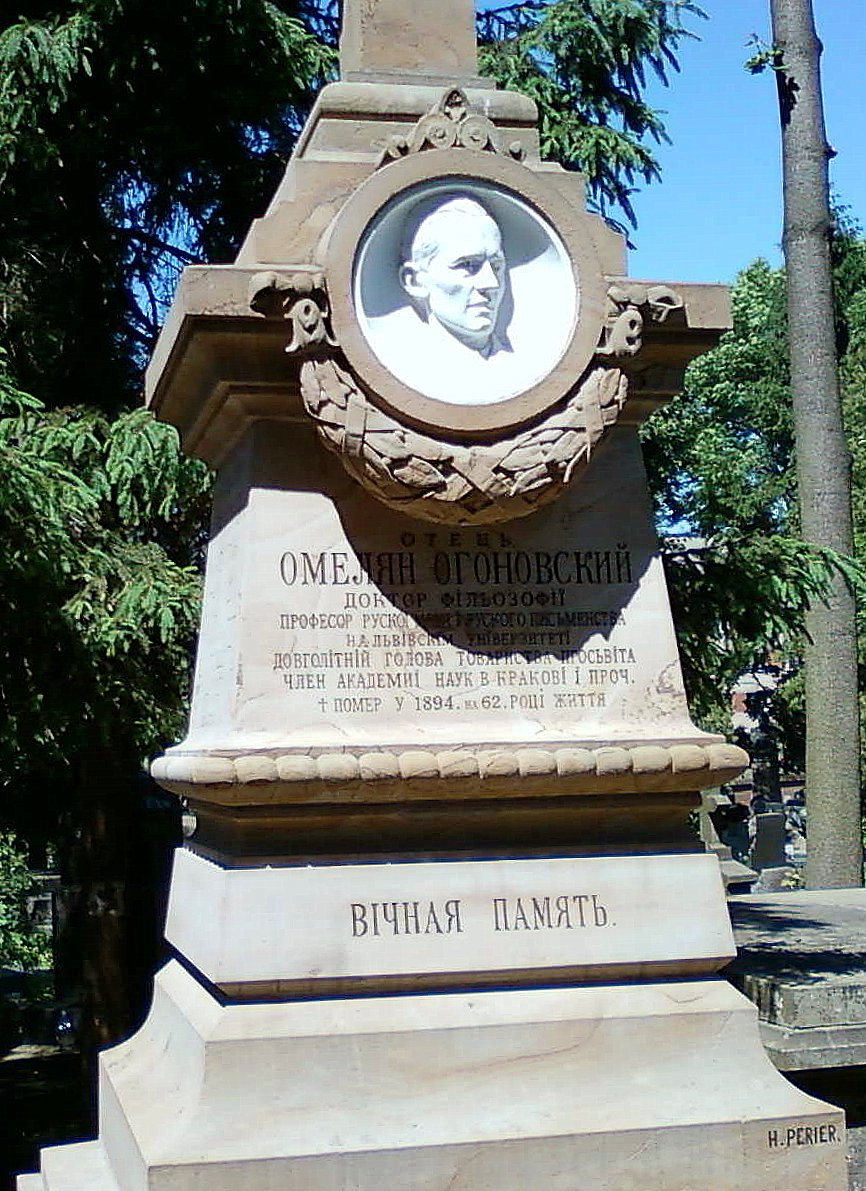
Фрагмент памятника на могиле писателя Омельяна Огоновского (1833—1894) на Лычаковском кладбище Львова

К числу филологических трудов Огоновского принадлежит также комментированное издание «Слова о полку Игореве» (1875), в котором Огоновский описывает русскую литературу и просвещение в XII веке и рассказ летописцев о походе Игоря Святославича, излагает содержание «Слова» и исторические сведения, дает характеристику Игоря Святославича. Огоновский считал, что автором «Слова» был галичанин; «Слово», очевидно, пелось, но правильный ритм ощущается только в некоторых местах. Перевод «Слова», как и введение, отражает местный галицкий говор.
Самый обширный труд Огоновского — «История литературы русской» — печатался по частям в «Зоре» с 1886 г., издавался затем отдельно, но из-за смерти автора остался незаконченным. Огоновский говорит о старой русско-украинской литературе (до Котляревского), подробно излагает биографии и содержание сочинений новых украинских и галицко-русских писателей; в 4-й, незаконченной части начат ряд статей о малорусских этнографах. В научном отношении это сочинение имеет значительные недостатки: старая литература изложена слишком кратко, со многими пропусками и недочетами, новая — местами слишком подробно, с пересказом и таких произведений, которые не заслуживают внимания; но, как сборник статей о новых украинских писателях, труд Огоновского представляется весьма полезным и дает много библиографических указаний. Для знакомства с собственно галицко-русской литературой «История» Огоновского — незаменимое пособие. Через все сочинение ярко проведена украинофильская точка зрения.
В (1881) он издает «Хрестоматию старорусскую», с грамматическими комментариями и словарем. Учебник Огоновского «Граматика руского языка для школъ середнихъ» 1889 года, Львов, заменил собой устаревший учебник Михаила Осадцы.
В «Вестнике Европы» 1890 г. (сентябрь) А. Н. Пыпин, в статье: «Особая история русской литературы», подверг строгому разбору том «Истории», преимущественно с принципиальной, идейной стороны. Ответ Огоновского: «Моему критикови» издан был во Львове в 1890 г., другой ответ, Уманца, напечатан в 21 № «Зори» 1890 г. В 1893 г. Огоновский издал во Львове полный «Кобзарь», с вступительной статьёй о жизни Т. Шевченко и с комментариями к его стихотворениям. Драгоманов, лично враждебный Огоновскому, признал это издание за «великий поступ». В «Правде» 1872, 1873 и 1879 годов Огоновский напечатал ряд критико-эстетических статей о стихотворениях Шевченко, не вошедших в комментированное им издание «Кобзаря».